# Schuifmodulus

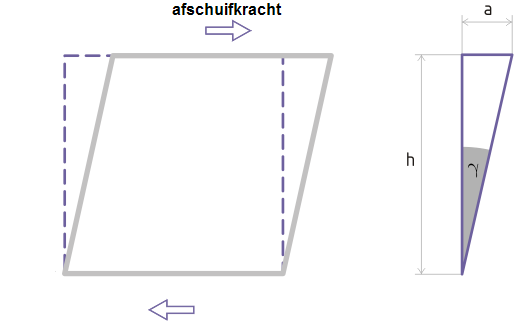
Reactie van het materiaal op een schuifspanning

De schuifmodulus of glijdingsmodulus G is een materiaalkundige grootheid, die aangeeft wat het effect is van het aanbrengen van een schuifspanning op een materiaal.
In formulevorm voor materialen die voldoen aan de lineaire wet van Hooke:
{\displaystyle \tau =G\gamma },
met
{\displaystyle \tau } de schuifspanning in pascal (N/m²);
{\displaystyle \gamma } de verschuiving of glijding na het aanbrengen van de schuifspanning. Deze is gelijk aan {\displaystyle \arctan \left({\frac {a}{h}}\right)\approx {\frac {a}{h}}}.

## Verband met andere moduli
Het volgende verband tussen schuifmodulus, elasticiteitsmodulus en Poisson-factor kan afgeleid worden: 
{\displaystyle G={\frac {E}{2(1+\nu )}}}.
met
{\displaystyle E} de elasticiteitsmodulus,
{\displaystyle \nu } de dwarscontractiecoëfficiënt.
De schuifmodulus is een analogon van de elasticiteitsmodulus, de eerste geeft een verband tussen schuifspanningen en de glijdingen, de tweede voor normaalspanningen het rekken.